# پلنوم اختلاط هوا

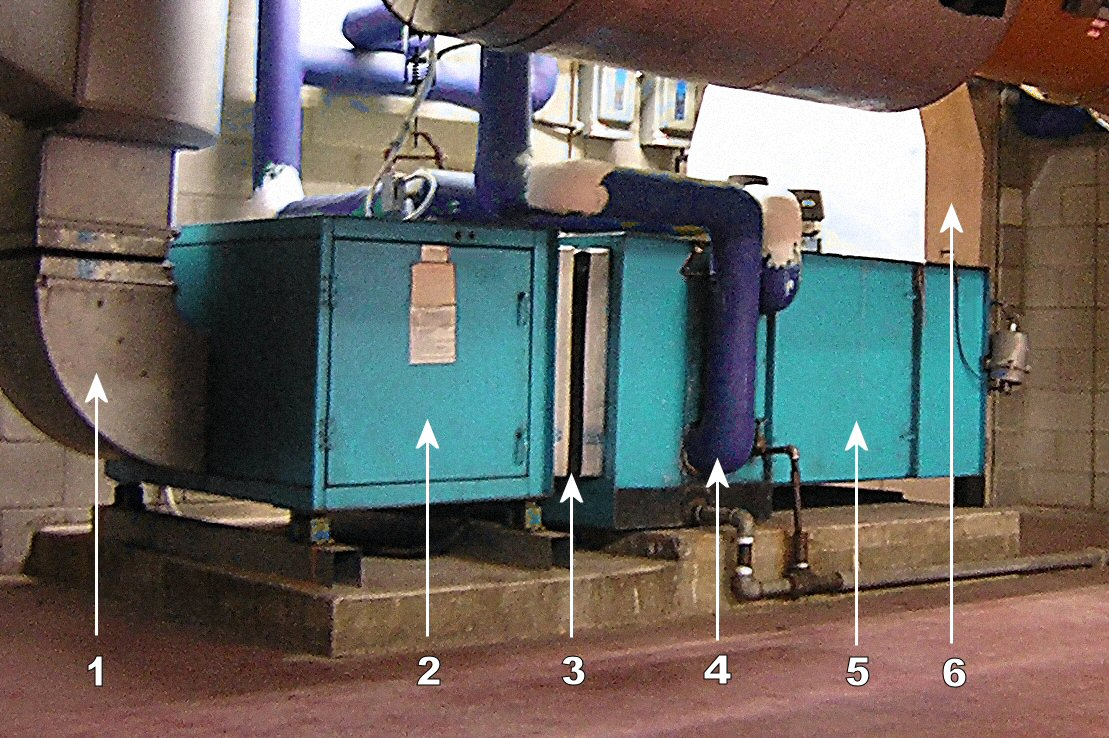
یک واحد انتقال هوا که برای گرمایش و سرمایش هوا استفاده می شود: (1) تامین هوا (2) بخش فن (3) جدا کننده لرزش (4) کویل خنک کننده (5) فیلتر (6) کانال هوای مخلوط

از پلنوم اختلاط هوا برای مخلوط کردن هوا در سیستم های مختلف استفاده می شود. جریان های هوا برای صرفه جویی در انرژی و بهبود بهره وری انرژی با چرخش جزئی هوای مطبوع مخلوط می شوند.
هوارسانی به ساختمان عموماً توسط هواساز انجام می شود. این فرآیند ممکن است شامل فیلتر کردن، گرمایش، سرمایش، مرطوب‌سازی یا رطوبت‌زدایی باشد که همگی انرژی مصرف می‌کنند. از آنجایی که ساکنان ساختمان کمتر از 100٪ هوای تازه نیاز دارند، تنها کسری از این مقدار به سیستم وارد می شود، با و مقدار مساوی از هوای تصفیه شده به اتمسفر خارج می شود. هوای تازه با هوای مطبوع در یک پلنوم مخلوط می شود.
سیستم‌های کنترل پیشرفته ممکن است کیفیت هوای برگشتی یا غلظت دی‌اکسید کربن به منظور تعدیل خودکار ترکیب هوا برای بهره‌وری بهینه انرژی و در عین حال حفظ نیاز هوای تازه مورد نظر، کنترل کنند. چنین سیستم هایی در ساختمان هایی که ضریب اشغال می تواند در طول روز یا فصلی بسیار متفاوت باشد، بسیار خوب عمل می کنند. 